# Алмашу Маре (Бихор)
Алмашу Маре (рум. Almașu Mare) насеље је у Румунији у округу Бихор у општини Балк. Oпштина се налази на надморској висини од 162 m.

## Становништво
Према подацима из 2002. године у насељу је живело 885 становника.

### Попис2002.
| Расподела становништва по националности 2002.‍ | Расподела становништва по националности 2002.‍ | Расподела становништва по националности 2002.‍ | Расподела становништва по националности 2002.‍ | Расподела становништва по националности 2002.‍ |
| --------------------------------------------- | --------------------------------------------- | --------------------------------------------- | --------------------------------------------- | --------------------------------------------- |
|                                               |                                               |                                               |                                               |                                               |
| Румуни                                        | Румуни                                        |                                               | 862                                           | 97,4%                                         |
| Мађари                                        | Мађари                                        |                                               | 18                                            | 2,0%                                          |
| Роми                                          | Роми                                          |                                               | 5                                             | 0,6%                                          |